# Sutura frontocigomática
La sutura frontocigomática es la sutura del cráneo que conecta el hueso cigomático y el hueso frontal. Es responsable en buena medida de la integridad estructural de la cubierta de la cabeza ósea.

## Imágenes adicionales
| |
| Vista lateral de la cabeza, mostrando puntos y relaciones entre huesos. (Sutura frontocigomática etiquetada a la izquierda). |

|                                     |
| Hueso cigomático izquierdo in situ. |

|                                  |
| Vista frontal de la cabeza ósea. |

|                                  |
| Cabeza ósea de un recién nacido. |